# Look Sharp!
Look Sharp! es el segundo álbum de estudio del grupo sueco Roxette. El álbum fue lanzado el 21 de octubre de 1988 a través de la discográfica EMI.

## "Dressed for Success"
Fue el primer sencillo del álbum, el cual fue publicado el 3 de agosto de 1988. La canción fue escrita por Per Glesse y producida por Clarence Öfwerman e interpretada por Roxette. Y es una mezcla entre pop y rock. La canción consiguió tener mucha fama en su país de origen, consiguiendo el número 2 en Suecia, siendo la canción de Roxette que más alto llega a las listas de su país. Ya que les anteriores sencillos de su álbum Pearls of Passion (1986) habían conseguido como mejor posición el número 3. En Estados Unidos, la canción se convirtió en la primera entrada del grupo en el Billboard Hot 100 entrando en el número 80. tras diez semanas en lista llegó a su mejor posición, la cual fue la número 14. siendo su primer top 20 del grupo en Estados Unidos. Internacionalmente, la canción tuvo mucha fama consiguiendo el número 4 en Suiza, el número 3 en Australia, y en algunos países que también consiguieron su primer top 20 como en España donde consiguió el número 12.

## Sencillos
- «Dressed for Success»

- «Listen to Your Heart»

Es una balada pop lanzada como el segundo álbum publicado bajo el nombre de «Listen to Your Heart» publicado el 19 de agosto de 1989 bajo la discográfica EMI Records. La canción se convirtió en la segunda entrada de Roxette en Estados Unidos accediendo a la posición número 64, en ese entonces la canción de «Dressed for Success» llevaba 14 semanas en la lista. a la siguiente semana, se corrió voz de la canción y subió hasta la 54, subiendo 10 posiciones. Finalmente, tras seis semanas en la lista, la canción accedió al top 10 siendo el primero del grupo. La canción no se detuvo, sino que continuó subiendo hasta que en su semana número 11, salto del tres al 1, siendo el primer número uno del grupo, la canción soo estuvo una semana, pero no fue su único número uno. Finalmente la canción estuvo veintidós semanas en la lista. Siendo la canción del álbum que más tiempo estuvo en listas. 
- «Chances»

Fue el tercer sencillo del álbum. Éste no tuvo mucha fama, ya que no entró en la Billboard Hot 100. Ni hay datos sobre dicha canción.
- «The Look»

En español «El Estilo» es el cuarto sencillo de Look Sharp publicado el 19 de enero de 1989, es una canción pop rock compuesta por Per Gessle, que también es miembro del grupo. La canción se convirtió en todo un súper éxito, entrando en el número 50 del Billboard Hot 100, siendo una de sus entradas más altas.
- «Dangerous»

## Lista de canciones
Todas las canciones escritas y compuestas por Per Gessle, excepto en las que se indican. 
| Look Sharp! - Lanzamiento original en vinilo de 12" en 1988; relanzamiento en vinilo de 12" en 2018 |                               |                   |          |  |
| N.º                                                                                                 | Título                        | Producer          | Duración |  |
| 1.                                                                                                  | «The Look»                    | Clarence Öfwerman | 3:57     |  |
| 2.                                                                                                  | «Dressed For Success»         | Öfwerman          | 4:09     |  |
| 3.                                                                                                  | «Sleeping Single»             | Öfwerman          | 4:38     |  |
| 4.                                                                                                  | «Paint»                       | Öfwerman          | 3:30     |  |
| 5.                                                                                                  | «Dance Away»                  | Öfwerman          | 3:25     |  |
| 6.                                                                                                  | «Cry»                         | Adam Moseley      | 5:19     |  |
| 7.                                                                                                  | «Chances»                     | Moseley           | 4:57     |  |
| 8.                                                                                                  | «Dangerous»                   | Öfwerman          | 3:48     |  |
| 9.                                                                                                  | «Half A Woman, Half A Shadow» | Öfwerman          | 3:35     |  |
| 10.                                                                                                 | «View From A Hill»            | Moseley           | 3:40     |  |
| 11.                                                                                                 | «Shadow Of A Doubt»           | Öfwerman          | 4:14     |  |
| 12.                                                                                                 | «Listen To Your Heart»        | Öfwerman          | 5:28     |  |

| Look Sharp! - Lanzamiento original en CD en 1988; relanzamiento en CD en 2018 |                               |          |          |  |
| N.º                                                                           | Título                        | Producer | Duración |  |
| 11.                                                                           | «(I Could Never) Give You Up» | Öfwerman | 3:59     |  |
| 12.                                                                           | «Shadow Of A Doubt»           | Öfwerman | 4:14     |  |
| 13.                                                                           | «Listen To Your Heart»        | Öfwerman | 5:28     |  |

| Look Sharp! - Relanzamiento en CD en 2009 (incluye 3 canciones extra) |                                                            |          |  |
| N.º                                                                   | Título                                                     | Duración |  |
| 14.                                                                   | «The Voice»                                                | 4:16     |  |
| 15.                                                                   | «One Is Such A Lonely Number» (EMI Demo - Sep 26-30, 1987) | 3:33     |  |
| 16.                                                                   | «Don’t Believe In Accidents» (Demo - Spring 1988)          | 3:42     |  |

| Look Sharp! - The Demos + Outtakes (segundo CD del 30 aniversario del álbum lanzado en 2018) |                                                            |          |  |
| N.º                                                                                          | Título                                                     | Duración |  |
| 1.                                                                                           | «The Look» (T & A Demo - Mar 29, 1988)                     | 3:29     |  |
| 2.                                                                                           | «Dressed For Success» (T & A Demo - May 20, 1987)          | 3:22     |  |
| 3.                                                                                           | «Dressed For Success» (EMI Demo - Sep 26-30, 1987)         | 3:53     |  |
| 4.                                                                                           | «Sleeping Single» (T & A Demo - May 22, 1987)              | 3:54     |  |
| 5.                                                                                           | «Sleeping Single» (EMI Demo - Sep 26-30, 1987)             | 3:47     |  |
| 6.                                                                                           | «Paint» (T & A Demo - Apr 28, 1988)                        | 3:36     |  |
| 7.                                                                                           | «Dance Away» (T & A Demo - Feb 9, 1988)                    | 3:36     |  |
| 8.                                                                                           | «Cry» (T & A Demo - Feb 9, 1988)                           | 5:08     |  |
| 9.                                                                                           | «Chances» (T & A Demo - Nov 24, 1987)                      | 4:18     |  |
| 10.                                                                                          | «Dangerous (Acoustic Version)» (T & A Demo - Feb 25, 1987) | 3:07     |  |
| 11.                                                                                          | «Dangerous» (EMI Demo - Sep 26-30, 1987)                   | 3:29     |  |
| 12.                                                                                          | «View From A Hill» (T & A Demo - Nov 17, 1987)             | 3:16     |  |
| 13.                                                                                          | «(I Could Never) Give You Up» (T & A Demo - Dec 18, 1987)  | 3:44     |  |
| 14.                                                                                          | «Shadow Of A Doubt» (T & A Demo - Feb 9, 1988)             | 3:12     |  |
| 15.                                                                                          | «Listen To Your Heart» (T & A Demo - May 9, 1988)          | 4:25     |  |
| 16.                                                                                          | «From Head To Toe» (EMI Demo - Sep 26-30, 1987)            | 3:19     |  |
| 17.                                                                                          | «Never Is A Long Time» (EMI Demo - Sep 26-30, 1987)        | 3:52     |  |
| 18.                                                                                          | «The Voice»                                                | 4:16     |  |
| 19.                                                                                          | «One Is Such A Lonely Number» (EMI Demo - Sep 26-30, 1987) | 3:33     |  |
| 20.                                                                                          | «Don’t Believe In Accidents» (Demo - Spring 1988)          | 3:42     |  |

| Look Sharp! - The Demos + Outtakes (segundo CD incluido con el vinilo de 12" del 30 aniversario del álbum lanzado en 2018) |                                                            |          |  |
| N.º | Título                                                     | Duración |  |
| 18. | «(I Could Never) Give You Up»                              | 3:59     |  |
| 19. | «The Voice»                                                | 4:16     |  |
| 20. | «One Is Such A Lonely Number» (EMI Demo - Sep 26-30, 1987) | 3:33     |  |
| 21. | «Don’t Believe In Accidents» (Demo - Spring 1988)          | 3:42     |  |

| Look Sharp! - Edición digital del 30 aniversario lanzado en 2022 |                                                                                                   |          |  |
| N.º                                                              | Título                                                                                            | Duración |  |
| 1.                                                               | «The Look»                                                                                        | 3:57     |  |
| 2.                                                               | «Dressed For Success»                                                                             | 4:09     |  |
| 3.                                                               | «Sleeping Single»                                                                                 | 4:38     |  |
| 4.                                                               | «Paint»                                                                                           | 3:30     |  |
| 5.                                                               | «Dance Away»                                                                                      | 3:25     |  |
| 6.                                                               | «Cry»                                                                                             | 5:19     |  |
| 7.                                                               | «Chances»                                                                                         | 4:57     |  |
| 8.                                                               | «Dangerous»                                                                                       | 3:48     |  |
| 9.                                                               | «Half A Woman, Half A Shadow»                                                                     | 3:35     |  |
| 10.                                                              | «View From A Hill»                                                                                | 3:40     |  |
| 11.                                                              | «(I Could Never) Give You Up»                                                                     | 3:58     |  |
| 12.                                                              | «Shadow Of A Doubt»                                                                               | 4:14     |  |
| 13.                                                              | «Listen To Your Heart»                                                                            | 5:28     |  |
| 14.                                                              | «The Voice»                                                                                       | 4:16     |  |
| 15.                                                              | «One Is Such A Lonely Number» (EMI Demo - Sep 26-30, 1987)                                        | 3:33     |  |
| 16.                                                              | «Don’t Believe In Accidents» (Demo - Spring 1988)                                                 | 3:42     |  |
| 17.                                                              | «The Look» (T & A Demo - Mar 29, 1988)                                                            | 3:29     |  |
| 18.                                                              | «Dressed For Success» (T & A Demo - May 20, 1987)                                                 | 3:22     |  |
| 19.                                                              | «Dressed For Success» (EMI Demo - Sep 26-30, 1987)                                                | 3:53     |  |
| 20.                                                              | «Sleeping Single» (T & A Demo - May 22, 1987)                                                     | 3:54     |  |
| 21.                                                              | «Sleeping Single» (EMI Demo - May 26-30, 1987)                                                    | 3:47     |  |
| 22.                                                              | «Paint» (T & A Demo - Apr 28, 1988)                                                               | 3:36     |  |
| 23.                                                              | «Dance Away» (T & A Demo - Feb 9, 1988)                                                           | 3:36     |  |
| 24.                                                              | «Cry» (T & A Demo - Feb 9, 1988)                                                                  | 5:08     |  |
| 25.                                                              | «Chances» (T & A Demo - Nov 24, 1987)                                                             | 4:18     |  |
| 26.                                                              | «Dangerous» (T & A Demo - Feb 11, 1987)                                                           | 3:22     |  |
| 27.                                                              | «Dangerous (Acoustic Version)» (T & A Demo - Feb 25, 1987)                                        | 3:07     |  |
| 28.                                                              | «Dangerous» (EMI Demo - Sep 26-30, 1987)                                                          | 3:29     |  |
| 29.                                                              | «View From A Hill» (T & A Demo - Nov 17, 1987)                                                    | 3:16     |  |
| 30.                                                              | «(I Could Never) Give You Up» (T & A Demo - Dec 18, 1987)                                         | 3:44     |  |
| 31.                                                              | «Shadow Of A Doubt» (T & A Demo - Feb 9, 1988)                                                    | 3:12     |  |
| 32.                                                              | «Listen To Your Heart» (T & A Demo - May 9, 1988)                                                 | 4:25     |  |
| 33.                                                              | «Boom Boom (And Boom Boom Again)» (T & A Demo - Sep 15, 1987; versión temprana de I Remember You) | 2:57     |  |
| 34.                                                              | «In My Own Way» (T & A Demo - Sep 15, 1987)                                                       | 3:15     |  |
| 35.                                                              | «Love Spins» (T & A Demo - Sep 15, 1987)                                                          | 3:05     |  |
| 36.                                                              | «Love Spins» (T & A Demo - Nov 18, 1987)                                                          | 3:22     |  |
| 37.                                                              | «One Is Such A Lonely Number» (T & A Demo - Aug 26, 1987)                                         | 3:21     |  |
| 38.                                                              | «Drowning In You» (T & A Demo - Apr 17, 1988)                                                     | 3:50     |  |
| 39.                                                              | «Silver Blue» (T & A Demo - May 21, 1987)                                                         | 3:58     |  |
| 40.                                                              | «The Thrill Of It All» (T & A Demo - Aug 26, 1987)                                                | 2:42     |  |
| 41.                                                              | «Physical Fascination» (T & A Demo - Apr 17, 1988)                                                | 3:37     |  |
| 42.                                                              | «From Head To Toe» (EMI Demo - Sep 26-30, 1987)                                                   | 3:19     |  |
| 43.                                                              | «Never Is A Long Time» (EMI Demo - Sep 26-30, 1987)                                               | 3:50     |  |
| 44.                                                              | «Never Is A Long Time» (T & A Demo - Nov 11, 1987)                                                | 3:48     |  |
| 45.                                                              | «Let's Party!» (T & A Demo - Jul 14, 1988)                                                        | 3:59     |  |
| 46.                                                              | «Start!» (T & A Demo - Feb 19, 1988)                                                              | 3:05     |  |
| 47.                                                              | «Night Wire» (T & A Demo - Apr 9, 1987)                                                           | 2:46     |  |
| 48.                                                              | «Pocketful Of Rain» (T & A Demo - Jun 12, 1987)                                                   | 4:01     |  |
| 49.                                                              | «Rocket» (T & A Demo - Apr 9, 1987; versión temprana de Knockin' On Every Door)                   | 3:08     |  |
| 50.                                                              | «The Voice» (T & A Demo - Mar 24, 1987)                                                           | 3:44     |  |
| 51.                                                              | «Silver Blue» (EMI Demo - Sep 26-30, 1987)                                                        | 4:12     |  |
| 52.                                                              | «Here Comes The Weekend» (T & A Demo - Mar 30, 1988)                                              | 4:12     |  |